# Burray
Burray is een eiland van 9 km² en maakt deel uit van de Orkney-eilanden. Het eiland is verbonden (door middel van de Churchill Barriers) met South Ronaldsay en het Mainland.
Hoofdplaats is het vissersdorp Burray Village.